# بريتشاردية
بريتشاردية (الاسم العلمي: Pritchardia)، جنس نباتات من فصيلة النخلية يتألف من ما بين 24 إلى 40 نوعًا من نخيل المروحة (من فُصيلة الكوريفاوات) الموجودة في جزر المحيط الهادئ الاستوائية في فيجي وساموا وتونغا وتواموتو، وأكبر تنوع لها في هاواي. الاسم العام للجنس مُهدى لويليام توماس بريتشارد (1829-1907)، القنصل البريطاني في فيجي.